# Mănăstirea Brâncoveni
Mănăstirea Brâncoveni este o mănăstire din România, situată în comuna Brâncoveni din județul Olt.

## Istoric
Moșia din satul Brâncoveni a fost reședința boierilor din familia Brâncoveanu. Din Brâncoveni se trăgea Matei Basarab, care avea să ajungă domn al Țării Românești în prima jumătate a secolului al XVII-lea. Matei Basarab a construit biserica mică a mănăstirii. Matei nu a avut copii, astfel că cea mai mare parte a averii sale a fost transmisă lui Preda Brâncoveanu, nepot de soră al lui Matei.
La Brâncoveni a fost înmormântat Papa Brâncoveanu, fiul lui Preda. Tot acolo a fost astrucată și soția lui Papa, Stanca Brâncoveanu, care a murit la 10/20 februarie 1699. În amintirea ei a fost construită în același an biserica mare, în locul celei mici construite de Matei Basarab. Piatra de temelie a fost pusă de beizadelele Constantin II și Ștefan.